# Central térmica de Serchs
La central térmica de Serchs fue una instalación termoeléctrica de carbón, ubicada en el municipio español de Serchs (Barcelona), activa entre 1971 y 2011.

## Historia
La primera central térmica ubicada en Serchs fue la de Fígols, puesta en marcha en 1931 por el grupo Barcelona Traction. Esta instalación se alimentaba de los lignitos extraídos de las minas de la cuenca del Bergadá por Carbones de Berga, SA (CABSA). En 1951 la propiedad de la central pasó a Fuerzas Eléctricas de Cataluña, SA (Fecsa), compañía que en 1965 se hizo también con el control mayoritario de CABSA. En 1966, coincidiendo con la visita del dictador Francisco Franco a la central y minas de Serchs, los responsables de Fecsa expusieron al jefe de Estado la necesidad de construir una nueva planta térmica, más moderna y potente.
Tras obtener la concesión, en 1968 se inició la construcción de la nueva central térmica, junto a la antigua. Las obras resultaron especialmente complejas debido a los movimientos de tierra y el desnivel del terreno, así como por la dificultad que supuso el transporte de la maquinaria alemana por carretera desde el puerto de Barcelona. La central de Serchs se inauguró oficialmente el 12 de agosto de 1971, tras un año en pruebas.
En 1985 cuatro campesinos del municipio de Vallcebre, apoyados por el partido ecologista Alternativa Verda, presentaron una querella contra la central denunciando continuos episodios de lluvia ácida provocados por las emisiones de dióxido de azufre, afectando 30000 hectáreas de bosques y campos de la comarca. El proceso judicial dio la razón a los demandantes y en 1988 el director de la central, Ernesto Domingo Ibars, se convirtió en el primer condenado en España por delito ecológico, al imponerle la Audiencia de Barcelona un mes de arresto y una multa de 30 000 pesetas, pena que en 1990 el Tribunal Supremo elevó a ocho meses de cárcel y una multa de 1 400 000 pesetas. La propietaria Fecsa, por su parte, fue multada con 80 000 000 pesetas.
A raíz de esta condena, la central empezó a reducir el consumo de lignitos de las minas locales para usar hulla importada de Sudáfrica, un combustible con menor contenido de azufre y con mayor poder calorífico. Finalmente, en 1991 CABSA cesó su actividad minera. La compañía Carbones del Pedraforca, que explotaba las vecinas minas de Saldes, siguió suministrando lignito a la central -que se combinaba con la hulla sudafricana- hasta 2005; a partir de ese año Serchs pasó a quemar únicamente hulla procedente de Europa del Este para cumplir con los niveles de emisiones de dióxido de carbono (CO2) fijados por el protocolo de Kioto.
Serchs fue propiedad de Fecsa hasta que la compañía pasó a formar parte del grupo Endesa en 1996. En 2001 Endesa transfirió la central y otras plantas a Nueva Viesgo, filial que ese mismo año vendió a Enel. En 2008 la multinacional alemana E.ON adquirió Viesgo, que pasó a llamarse E.ON España.
Semanas antes del cierre, en octubre de 2011, el ayuntamiento de Serchs y E.ON firmaron un compromiso para buscar actividades alternativas a la central. Inicialmente el municipio planteó la reconversión en una central térmica de biomasa, proyecto que finalmente fue desestimado. En 2014 el pleno municipal acordó un proyecto para convertir Serchs en un centro de investigación de las energías renovables, propuesta actualmente en estudio por parte de los propietarios de la central.

## Cierre
E.ON clausuró la central térmica de Cercs el 31 de diciembre de 2011, tras 40 años de vida, al haber agotado las 20000 horas de funcionamiento que establecía el Plan Nacional de Reducción de Emisiones para el período 2008-2015. Fue la última central de carbón activa en Cataluña. Su cierre se publicó en el BOE del 17 de mayo de 2012